# Edvige Eleonora di Holstein-Gottorp
Edvige Eleonora Carlotta di Holstein-Gottorp (Gottorp, 23 ottobre 1636 – Stoccolma, 24 novembre 1715) fu una nobile del Ducato di Holstein-Gottorp e regina di Svezia.

## Biografia
Era figlia di Federico III, duca di Holstein-Gottorp dal 1616 al 1659, e di Maria Elisabetta di Sassonia.

## Matrimonio
Venne data in sposa a Carlo X, re di Svezia dal giugno 1654 e appartenente alla dinastia dei Wittelsbach. Il matrimonio venne celebrato a Stoccolma il 24 ottobre 1654.
Il matrimonio è stato organizzato come un'alleanza tra la Svezia e Holstein-Gottorp contro il loro nemico comune, la Danimarca. Venne suggerito dalla regina Cristina di Svezia che ha visitato Holstein-Gottorp mentre si recava a Roma, dopo la sua abdicazione. La proposta è stata subito accettata da Holstein-Gottorp, che accettò di tutte le richieste provenienti dalla Svezia, che rese le trattative veloce. Edvige Eleonora era al tempo fidanzata con Gustavo Adolfo, duca di Mecklenburg-Güstrow, e la regina Cristina raccomandò la sorella di Edvige Eleonora, Maddalena Sibilla. Dopo aver visto i ritratti delle due sorelle, tuttavia, Carlo X ha scelto Edvige Eleonora per la sua bellezza, e il suo fidanzato, invece, si sposò con Maddalena Sibilla.
Edvige Eleonora è stata accolta da Carlo X a Dalarö, in Svezia, il 5 ottobre 1654, e furono al Palazzo Karlberg prima del suo arrivo ufficiale a Stoccolma per il matrimonio, il 24 ottobre. Venne accolta, vestita in broccato d'argento, dalla regina madre Maria Eleonora di Brandeburgo al Palazzo Reale di Stoccolma, dove venne celebrato il matrimonio lo stesso giorno. Venne incoronata regina a Storkyrkan il 27 ottobre. Poco dopo, Carlo X partì per la Polonia. Edvige Eleonora rimase in Svezia per la nascita del futuro Carlo XI il 24 novembre 1655.

## Regina Reggente
Dopo la morte del consorte, 13 febbraio 1660, Edvige Eleonora divenne reggente di Svezia e presidente del Consiglio di Reggenza di suo figlio Carlo XI durante la sua minoranza. Secondo il testamento di Carlo X, Edvige Eleonora doveva essere la sedia e la reggente con due voti e un'ultima parola sul resto del consiglio: il potere del governo è stato condiviso con cinque alti funzionari.
Il giorno dopo la morte di Carlo X, Edvige Eleonora ha inviato un messaggio al Consiglio con una domanda che lei sapeva che essi avrebbero contestato la sua volontà e che lei ha chiesto che esso dovrebbe essere rispettato. Il Consiglio ha risposto che la volontà deve essere prima discussa con il parlamento. Durante il Consiglio di Stoccolma, il Consiglio ha cercato di farla partecipare. Hanno chiesto se sarebbe un bene per la sua salute o adatto a una vedova a partecipare a un consiglio, e che in caso contrario, sarebbe stato difficile mantenere l'invio di un messaggero nel suo alloggio.
Edvige Eleonora era presente a tutte le riunioni del consiglio, tranne quando era via per amministrare le sue terre a Dower. Ha usato la sua posizione di reggente soprattutto per tutelare gli interessi del figlio e dei suoi diritti nei confronti del Consiglio, e, quindi, ha visto come suo dovere di essere informata e presente nelle decisioni, anche se lei non ha preso parte. Era d'accordo con la politica anti-danese e pro-esteri francese durante gli anni della reggenza. Lei, però, non amava la guerra e ha dato il suo sostegno al partito di pace del Consiglio: ha dato il suo sostegno alla pace di Oliva, senza successo, si è opposto alla guerra contro il Werder, ma impedito con successo una guerra suggerito verso la Russia, che è descritto come l'unico momento in cui aveva forzato la sua volontà al Consiglio. A Edvige Eleonora non  piaceva la politica e la diplomazia, e non ha partecipato molto alla politica durante la sua reggenza. Durante la prima apparizione il figlio, in Parlamento, ha parlato  ai membri del governo solo attraverso di lei, sussurrava le domande che aveva per il Parlamento a lei, e lei le formulava.
Dopo la morte di suo figlio il 5 aprile 1697, Edvige Eleonora tornò ad essere la reggente durante la minore età di suo nipote Carlo XII. Questa volta, la sua reggenza durò solo fino alla dichiarazione di maggioranza del nipote, nel dicembre dello stesso anno. Durante la sua seconda reggenza, ha sostenuto l'alleanza del matrimonio tra la Svezia e Holstein-Gottorp attraverso il matrimonio di sua nipote Edvige Sofia di Svezia con il duca di Holstein-Gottorp. Lei, inizialmente, si è opposta alla dichiarazione di maggioranza di Carlo XII, ma fu costretta a cedere.

## Regina madre del regno
Edvige Eleonora godeva grande rispetto come regina madre del Regno. Durante il suo regno, Edvige Eleonora si è maggiormente incentrata sulla gestione delle sue terre e l'educazione del figlio, piuttosto che alla politica. Nell'educazione di suo figlio Carlo XI, si è concentrata sulla religione e la formazione morale, fisica e atletica piuttosto che su studi accademici, e venne criticata per questo.
Nel 1661, Edvige Eleonora era considerata una possibile consorte per il re Carlo II d'Inghilterra. La proposta venne rifiutata in quanto affermò che voleva rimanere fedele al marito morto. Nel 1667, il giovane conte Carl Gyllenstierna (1649-1723), è stato fatto ciabellano da Edvige Eleonora e ne divenne il favorito. Fu il suo corriere durante la guerra Scania, venne promosso generale-governatore delle sue terre dote nel 1679 ed è stato dato il titolo di conte nel 1687. Carl Gyllenstierna era il favorito di Edvige Eleonora ed è stato indicato come il suo amante, e anche se questo non è confermato, e che la sua carriera rapida a corte è stata attribuita al suo bell'aspetto. Vi è una leggenda nella quale si afferma che la residenza di Gyllenstierna, Steninge Palace, sia stata costruita con un passaggio segreto che collegava la sua camera da letto alla camera da letto della regina e che venne utilizzato da Edvige Eleonora durante le sue visite.
Edvige Eleonora aveva un rapporto molto stretto con il figlio, Carlo XI, che "ci teneva a lei completamente e senza riserve".
Anche dopo il matrimonio del figlio con Ulrica Eleonora di Danimarca, ha mantenuto la sua posizione come first lady. L'ostilità tra Holstein-Gottorp e la Danimarca si manifestava anche nel rapporto tra Edvige Eleonora e sua nuora. Carlo XI discuteva regolarmente di affari di stato con la madre, e anche se non sembra che lei lo abbia influenzato, ha rispettato le sue opinioni e di solito li seguì.
Suo nipote, Carlo XII, aveva un grande rispetto per lei. C'è un noto episodio della cosiddetta Fury Gottorp, quando Carlo XII passava il suo tempo a bere e fare festa con il cognato Federico IV, duca di Holstein-Gottorp. In una occasione, Carlo XII incontrò la nonna in stato di ebbrezza, su cui lei gli diede una lunga occhiata e poi gli voltò la schiena. Lui disse: "La mia graziosa nonna è lieta di perdonarmi. Da ora in poi non lo farò mai più", una promessa mantenuta. Durante la Grande Guerra del Nord, ha rappresentato suo nipote assente e ha ricevuto gli ambasciatori stranieri al suo posto.
Tra gli interessi Edvige Eleonora c' erano architettura e la pittura, carte da gioco, e si dice che continuava a giocare fino alla notte. Il suo periodo di lutto si è concluso ufficialmente nel 1663. Come parte dei festeggiamenti, ha aperto il teatro Bollhuset e Lejonkulan. Ha anche acquisito la prima stazione termale in Svezia, Medevi (1688). Ha sponsorizzato artisti, come Nicodemus Tessin il Giovane e di David Klöcker Ehrenstrahl. Molti palazzi, tra cui Palazzo di Drottningholm, è il risultato dell'amore Edvige Eleonora per l'architettura.

## Morte
Edvige Eleonora morì il 24 novembre 1715 all'età di 79 anni. Venne sepolta nella chiesa di Riddarholm.

## Discendenza
Diede alla luce un solo figlio:
- Carlo (Stoccolma, 4 dicembre 1655-Stoccolma, 15 aprile 1697).

## Ascendenza
|                                     |                         |                                     | Genitori                          |  |  | Nonni |  |  | Bisnonni                   |  |  | Trisnonni               |  |
|                                     |                         |                                     |                                   |  |  |       |  |  | Adolfo di Holstein-Gottorp |  |  | Federico I di Danimarca |  |
|                                     |                         |                                     |                                   |  |  |       |  |  | Adolfo di Holstein-Gottorp |  |  | Federico I di Danimarca |  |
|                                     |                         | Sofia di Pomerania                  |                                   |  |  |       |  |  | Adolfo di Holstein-Gottorp |  |  |                         |  |
| Giovanni Adolfo di Holstein-Gottorp |                         |                                     |                                   |  |  |       |  |  | Adolfo di Holstein-Gottorp |  |  |                         |  |
|                                     |                         | Cristina d'Assia                    | Filippo I d'Assia                 |  |  |       |  |  |                            |  |  |                         |  |
|                                     |                         | Cristina d'Assia                    | Filippo I d'Assia                 |  |  |       |  |  |                            |  |  |                         |  |
|                                     |                         | Cristina d'Assia                    | Cristina di Sassonia              |  |  |       |  |  |                            |  |  |                         |  |
| Federico III di Holstein-Gottorp    |                         | Cristina d'Assia                    |                                   |  |  |       |  |  |                            |  |  |                         |  |
|                                     |                         | Federico II di Danimarca            | Cristiano III di Danimarca        |  |  |       |  |  |                            |  |  |                         |  |
|                                     |                         | Federico II di Danimarca            | Cristiano III di Danimarca        |  |  |       |  |  |                            |  |  |                         |  |
|                                     |                         | Federico II di Danimarca            | Dorotea di Sassonia-Lauenburg     |  |  |       |  |  |                            |  |  |                         |  |
| Augusta di Danimarca                |                         | Federico II di Danimarca            |                                   |  |  |       |  |  |                            |  |  |                         |  |
|                                     |                         | Sofia di Meclemburgo-Güstrow        | Ulrico III di Meclemburgo-Güstrow |  |  |       |  |  |                            |  |  |                         |  |
|                                     |                         | Sofia di Meclemburgo-Güstrow        | Ulrico III di Meclemburgo-Güstrow |  |  |       |  |  |                            |  |  |                         |  |
|                                     |                         | Sofia di Meclemburgo-Güstrow        | Elisabetta di Danimarca           |  |  |       |  |  |                            |  |  |                         |  |
| Edvige Eleonora di Holstein-Gottorp |                         | Sofia di Meclemburgo-Güstrow        |                                   |  |  |       |  |  |                            |  |  |                         |  |
|                                     | Cristiano I di Sassonia | Augusto I di Sassonia               |                                   |  |  |       |  |  |                            |  |  |                         |  |
|                                     | Cristiano I di Sassonia | Augusto I di Sassonia               |                                   |  |  |       |  |  |                            |  |  |                         |  |
|                                     | Cristiano I di Sassonia | Anna di Danimarca                   |                                   |  |  |       |  |  |                            |  |  |                         |  |
| Giovanni Giorgio I di Sassonia      | Cristiano I di Sassonia |                                     |                                   |  |  |       |  |  |                            |  |  |                         |  |
|                                     |                         | Sofia di Brandeburgo                | Giovanni Giorgio di Brandeburgo   |  |  |       |  |  |                            |  |  |                         |  |
|                                     |                         | Sofia di Brandeburgo                | Giovanni Giorgio di Brandeburgo   |  |  |       |  |  |                            |  |  |                         |  |
|                                     |                         | Sofia di Brandeburgo                | Sabina di Brandeburgo-Ansbach     |  |  |       |  |  |                            |  |  |                         |  |
| Maria Elisabetta di Sassonia        |                         | Sofia di Brandeburgo                |                                   |  |  |       |  |  |                            |  |  |                         |  |
|                                     |                         | Alberto Federico di Prussia         | Alberto I di Prussia              |  |  |       |  |  |                            |  |  |                         |  |
|                                     |                         | Alberto Federico di Prussia         | Alberto I di Prussia              |  |  |       |  |  |                            |  |  |                         |  |
|                                     |                         | Alberto Federico di Prussia         | Anna Maria di Brunswick-Lüneburg  |  |  |       |  |  |                            |  |  |                         |  |
| Maddalena Sibilla di Hohenzollern   |                         | Alberto Federico di Prussia         |                                   |  |  |       |  |  |                            |  |  |                         |  |
|                                     |                         | Maria Eleonora di Jülich-Kleve-Berg | Guglielmo di Jülich-Kleve-Berg    |  |  |       |  |  |                            |  |  |                         |  |
|                                     |                         | Maria Eleonora di Jülich-Kleve-Berg | Guglielmo di Jülich-Kleve-Berg    |  |  |       |  |  |                            |  |  |                         |  |
|                                     |                         | Maria Eleonora di Jülich-Kleve-Berg | Maria d'Asburgo                   |  |  |       |  |  |                            |  |  |                         |  |
|                                     |                         | Maria Eleonora di Jülich-Kleve-Berg |                                   |  |  |       |  |  |                            |  |  |                         |  |